# Mi smo kraljevi, a ne ljudi
Mi smo kraljevi, a ne ljudi predstava je Hrvatskog narodnog kazališta u Zagrebu u režiji proslavljenog hrvatskog koreografa i redatelja Matije Ferlina. Predstava je nastala u koprodukciji s prestižnim festivalom Kunstenfestivaldesarts, te je s uspjehom gostovala na brojnim festivalima u Hrvatskoj i Europi.

## Povijest
Predstava je premijerno izvedena 2. svibnja 2015. godine u Kineskom paviljonu Zagrebačkog velesajma, kao izmještenoj pozornici HNK Zagreb. 
Kritike su bile vrlo dobre, pa je tako Tomislav Čadež u Jutarnjem listu zapisao: "Velika predstava za djecu, a možda još veća za odrasle.", dok je Nina Ožegović za Tportal.hr zapisala: "Važnost i značenje projekta u tome je što dječje misli i zaključke o velikom svijetu odraslih, koliko god bili naivni, ponekad smiješni i prozaični, a gotovo uvijek neopterećeni talogom društvenih i političkih konstrukta te konvencija, imaju snagu nepatvorene istine i neke neočekivane mudrosti koja na prvu loptu izaziva smijeh, a zatim tjera na razmišljanje. Drugim riječima, predstava nas podsjeća na ono što smo izgubili, a to je sloboda mišljenja i izražavanja.”

## Autorski tim
Igraju:

Livio Badurina

Ana Begić

Jadranka Đokić

Dušan Gojić

Ivan Jončić

Iva Mihalić

Redatelj, koreograf: Matija Ferlin

Dramaturzi: Jasna Žmak, Goran Ferčec

Scenograf: Mauricio Ferlin

Kostimografi: Desanka Janković, Matija Ferlin

Glazba: Nenad Sinkauz, Alen Sinkauz

Dizajn svjetla: Saša Fistrić

Transkript: Romina Vitasović

Prevoditeljica: Danijela Bilić Rojnić

Inspicijent: Suzana Bogdan Pavek

## Nagrade
Godišnja nagrada HNK Zagreb, 2015.

- Nagrada Mila Dimitrijević za glumačko ostvarenje: Dušan Gojić

49. BITEF, 2015. 

- Specijalna nagrada „Jovan Ćirilov“

4. Teatar.hr Nagrada Publike, Zagreb

- Redatelj/koreograf godine: Matija Ferlin